# Parti chrétien (États-Unis)
Le Parti chrétien était un parti politique fasciste américain ayant été fondé par William Dudley Pelley en 1935. Il voulut que le 16 août 1935 soit la date de la fondation du Parti chrétien, puisqu'il s'agissait d'une prétendue « date pyramidale ». Le parti peut être considéré comme l'aile politique de l'organisation paramilitaire de Pelley, la Silver Shirts. Pelley se porta candidat du Parti chrétien lors de l'élection présidentielle américaine de 1936 (Willard Kemp, commandant de la Silver Shirts en Californie du Sud, se porta candidat à la vice-présidence),. Pelley ne récolta que 1 600 votes. Le parti disparut rapidement lorsque les États-Unis entrèrent en guerre. Bien que le parti fût nominalement chrétien, son idéologie se mélangea avec une variété de croyances occultes que Pelley soutint. 